# McLean Stevenson
Edgar McLean Stevenson Jr. (* 14. November 1927 in Normal, Illinois; † 15. Februar 1996 in Los Angeles, Kalifornien) war ein US-amerikanischer Schauspieler und Komiker, der vor allem durch Fernsehrollen bekannt wurde. Seine bekannteste Verkörperung war die des Lieutenant Colonel Henry Blake in der US-amerikanischen Fernsehserie M*A*S*H.

## Leben
Nach seinem Schulabschluss diente McLean Stevenson in der US Navy. Danach studierte er Schauspiel an der Northwestern University mit Bachelorabschluss. Seinen Unterhalt verdiente er zunächst beim Radio, als Clown in einer Fernsehshow in Dallas und als Verkäufer von medizinischem Gerät und Versicherungen. Als sein Cousin Adlai Ewing Stevenson II. in den Jahren 1952 und 1956 als demokratischer Kandidat für das Amt des Präsidenten antrat, unterstützte ihn McLean Stevenson als Pressesprecher. Später schlug Adlai Stevenson ihm vor, seine Karriere im Show-Business voranzutreiben. Er studierte erneut Schauspiel an der renommierten American Musical and Dramatic Academy bei Sanford Meisner und Lee Strasberg.

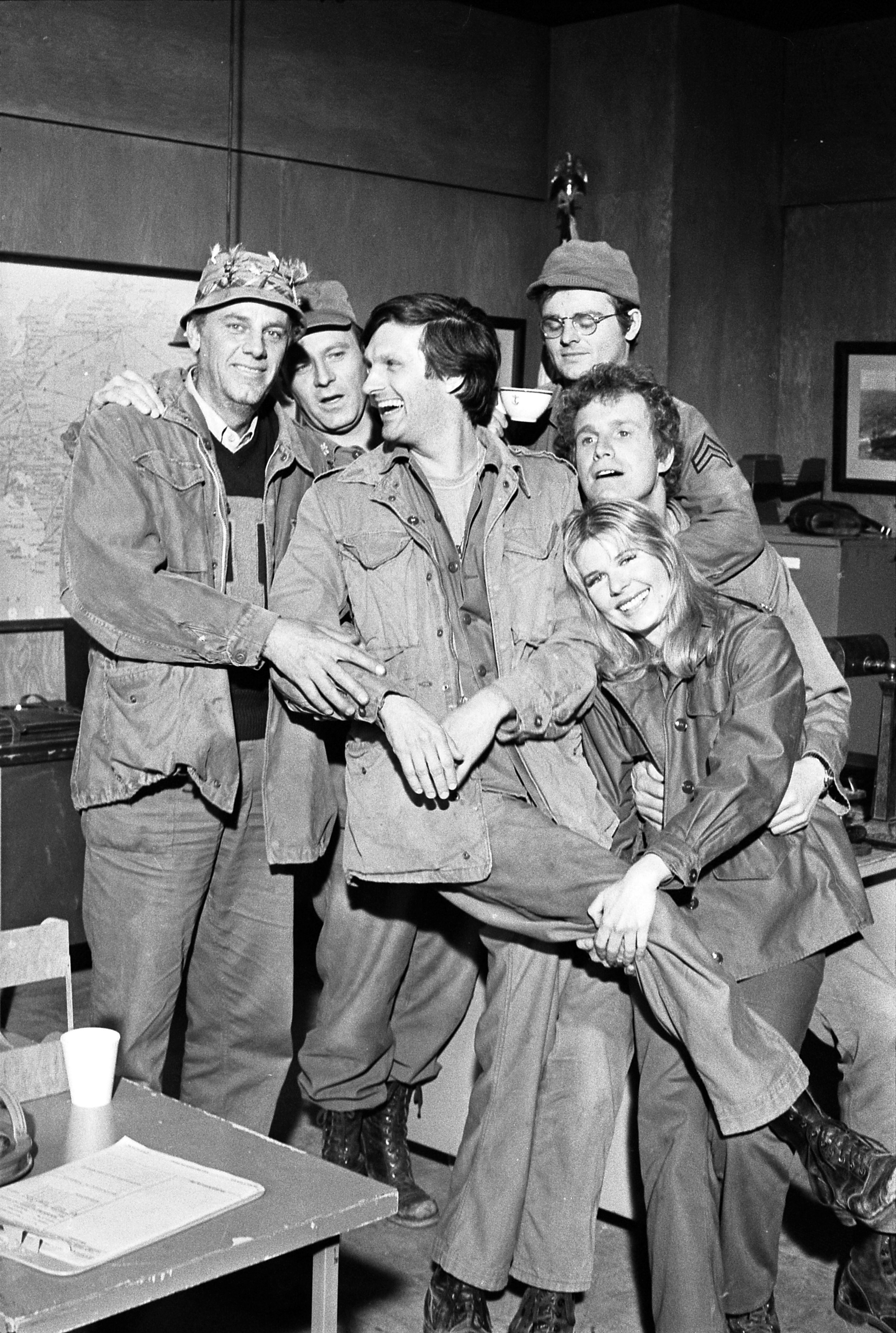
Die Besetzung von M*A*S*H von links im Uhrzeigersinn: McLean Stevenson, Larry Linville, Alan Alda, Gary Burghoff, Wayne Rogers und Loretta Swit

1962 startete seine Fernsehkarriere mit der Show The Music Man. Daneben spielte er Theater, trat in Werbespots auf und spielte am Broadway. In der Fernsehshow von Doris Day stand er zwei Jahre lang unter Vertrag. Nebenbei schrieb er Sketche für Tommy Smothers. Dann wagte er den Sprung nach Hollywood. 1972 sprach er für die Rolle des Captain Hawkeye Pierce in der neuen Fernsehserie M*A*S*H vor. Nachdem der bekanntere Alan Alda für die Rolle besetzt wurde, bot man ihm an, die Nebenrolle des Kommandeurs Lieutenant Colonel Henry Blake zu spielen. Stevenson willigte ein. Die Rolle des Henry Blake brachte McLean Stevenson einen hohen Bekanntheitsgrad, viele Sympathien und auch Auszeichnungen ein. 1973 gewann er für seine Darstellung den Golden Globe Award, 1974 wurde er für den Emmy nominiert. Doch der Makel, nicht die Hauptrolle zu spielen, nahm ihn schwer mit. Nach drei Staffeln verließ er die Serie in der Hoffnung auf Hauptrollen. Die Produzenten waren über diese Entscheidung dermaßen verärgert, dass sie seinen Filmcharakter sterben ließen: Henry Blake wird aus der Army entlassen; sein Flugzeug auf dem Heimweg abgeschossen. Dies sollte eine reumütige Rückkehr zur Serie unmöglich machen.
Nach M*A*S*H spielte Stevenson die Hauptrolle in einigen Sitcoms. Doch allen diesen Fernsehserien – eine trug sogar seinen Namen – war ein schnelles Ende beschieden; keine kam über die erste Staffel hinaus. Die Ausnahme bildete "Hello, Larry" mit zwei Staffeln.
Stevenson heiratete seine Frau Ginny 1980 und hatte eine Tochter, seine Schwester ist die Schauspielerin Anne Whitney. Er starb während einer Operation an Herzversagen und wurde auf dem Forest Lawn Memorial Park Cemetery in Hollywood Hills beigesetzt. Roger Bowen, der die Rolle des Henry Blake im MASH-Kinofilm gespielt hatte, starb einen Tag später – ebenfalls an Herzversagen.

## Filmografie (Auswahl)
- 1963: A Sign Of The Times (Kurzfilm)
- 1969–1971: Doris Day in... (The Doris Day Show, Fernsehserie, 50 Folgen)
- 1970: The Tim Conway Comedy Hour (Fernsehserie, 10 Folgen)
- 1971: The Bold Ones: The New Doctors (Fernsehserie, Folge 3x03)
- 1971: Mr. and Mrs. Bo Jo Jones (Fernsehfilm)
- 1972–1975: M*A*S*H (Fernsehserie, 72 Folgen)
- 1974: Win, Place or Steal
- 1975: Die Cher Show (Cher, Fernsehserie, Folge 1x07)
- 1976–1977: The McLean Stevenson Show (Fernsehserie, 12 Folgen)
- 1978: Die Katze aus dem Weltraum (The Cat from Outer Space)
- 1978: In the Beginning (Fernsehserie, 9 Folgen)
- 1979: Noch Fragen Arnold? (Diff’rent Strokes, Fernsehserie, 3 Folgen)
- 1979–1980: Hello, Larry (Fernsehserie, 38 Folgen)
- 1981–1984: Love Boat (Fernsehserie, 4 Folgen)
- 1983: Condo (Fernsehserie, 13 Folgen)
- 1984: Hotel (Fernsehserie, Folge 1x13)
- 1987: Golden Girls (The Golden Girls, Fernsehserie, Folge 3x08)
- 1988–1989: Dirty Dancing (Fernsehserie, 11 Folgen)
- 1989: Schüler, Shakespeare und Karibik (Class Cruise, Fernsehfilm)
- 1993: Stadtgeschichten (Tales of the City, Miniserie, Folge 1x01)